# 联合国秘书长
联合国秘书长是联合国秘书处的长官，由于联合国秘书处是联合国的行政机构，故該職被视为联合国的行政首長。依照《联合国宪章》，秘书长是由安理会推荐，负责秘书处的工作，将其认为可能威胁国家和平和安全的任何事项提请安理会关注，并执行安理会、联合国大会、其他主要机构托付的「其它职务」。在世界舞台上，聯合國秘書長往往被看作联合国的象征，联合国秘书长也利用此一身份从事各种活动。

## 秘书长职能
联合国秘书长一职最早来源于美国总统罗斯福的“国际事务调停者”的构想，但在《联合国宪章》中，联合国秘书长被定义为该组织的“行政首长”（《联合国宪章》第十五章，第九十七条）。
联合国秘书长的办公地点位于美国纽约曼哈顿東河边上的联合国总部大楼。该大楼1921年由摩根财团兴建，随后于1972年捐赠给联合國。

## 秘书长的任命条件及待遇
联合国秘书长的任期为五年，一般可以连任一次。秘书长可以根据工作需要，任命若干名副秘书长，协助其工作。
联合国秘书长选举程序遵循《联合国宪章》第九十七条和联合国大会第11号决议。《联合国宪章》第九十七条规定：“秘书长应由大会经安全理事会之推荐委派之。”联合国大会1946年1月24日通过的第11（1）号决议〈秘书长的任命条件及待遇〉规定：

大會議决因鑒於秘書長履行憲章所規定之任務時责任綦重：

一、秘書長之待遇，應能使富有資望能力卓越之人接受并維持其地位。

二、秘書長應得俸給金額足使其年俸淨得數爲二萬美金，連同每年之公費二萬美金。此外，其設有傢具之官邸，其修葺及維持費除僕役僱傭費外，由本組織供給之。

三、秘書長之任期應爲五年，任滿後得更被任五年。

四、籌備委員會報告書中第八章第二節第十八至第二十段各意見應注意并核定之：

（甲）憲章對此既無規定，大會及安全理事會可根據日後經驗修訂此後秘書長之任命條件。

（乙）秘書長既爲諸多政府之心腹，故在其退休後之即時，任何會員國政府似不應聘其擔任政府職位，致其所持有之機密情報或將使其他會員國感受不安；而秘書長本人方面亦應避免接受此項性質之任何職位。

（丙）憲章第十八條及第二十七條規定，秘書長之提名，應以安全理事會七理事國之可决票包括全體常任理事國之同意票爲之；其任命除大會决定須以三分二之大多數票外，祇須以到會及投票會員國多數票表决之，上述規定對其原任命及更新任命時同適用之，此點於最初任命時須加以明白規定。

（丁）安全理事會向大會提名時，似以祇限一候選人爲宜，並以避免在大會中對於提名之辯論，提名與任命皆應以非公開會議行之；而於安全理事會或於大會舉行票决時，應以秘密投票爲之。
该决议第四条（丙）中提到的《联合国宪章》第十八条规定：“关于其他问题之决议，包括另有何种事项应以三分之二多数决定之问题，应以到会及投票之会员国过半数决定之。”第二十七条规定：“安全理事会对于其他一切事项之决议，应以九理事国之可决票包括全体常任理事国之同意票表决之。”
后来该决议第四条（乙）有关秘书长退休后任职限制的规定并未贯彻。该决议第四条（丙）中提到的根据《联合国宪章》第十八条和第二十七条的规定进行提名的方法，本来规定的是安理会7个理事国各有1票可决票，而自1965年安理会理事国增加到15个后，可决票数也相应改为9票。
自联合国成立后到1981年的35年内，前四位秘书长中的第一、二、四位都是来自欧洲发达国家，任期合计24年，只有第三位缅甸的吴丹来自发展中国家。吴丹是因哈马舍尔德空难身亡后以副秘书长资格代理秘书长而后转正。其他来自发展中国家的候选人无一例外在安理会被否决。1981年，已连任两届秘书长的瓦尔德海姆打破惯例继续竞选并获得美国支持，同时竞选的有非洲统一组织推荐的坦桑尼亚常驻联合国代表萨利姆·艾哈迈德·萨利姆。中国常驻联合国代表凌青向中国外交部提交报告，认为此次应当坚决支持来自发展中国家的萨利姆，至少也要逼出同样来自发展中国家的第三人竞选，以打破发达国家对秘书长职位的长期占据。中国领导人邓小平也作出了在投票中对瓦尔德海姆“一否到底”的指示。在1981年10月至11月安理会举行的16轮无记名投票中，中国16次反对瓦尔德海姆，美国16次反对萨利姆，因被安理会常任理事国否决，两人都无法当选。最终两人退选，涌现出新的9位候选人，这9人均来自发展中国家。12月11日，安理会举行第17轮投票，来自秘鲁的德奎利亚尔获得10票赞成票，无否决票，从而当选。12月25日，第36届联合国大会根据安理会的推荐，一致通过决议，任命德奎利亚尔为联合国秘书长。从此，联合国秘书长人选确定了由各大洲轮流出人担任且一般不超过两届的不成文惯例，而且从此发展中国家候选人也和发达国家候选人一样有了胜选的希望。
在2016年联合国秘书长选举中，组织了所有候选人的“面试”和两次电视辩论。这是秘书长选举历史上首次组织“面试”和电视辩论。2016年4月12日至14日为期三天的“面试”在联合国秘书处大楼托管理事会会议厅举行，8位候选人向联合国各会员国代表阐述愿景声明，并回答各会员国代表单独或以区域集团形式提出的现场提问，随后通过视频播放各国民众对候选人的问题。整个过程在联合国网站上直播。“面试”和电视辩论结束后，再由安理会举行秘密投票提名。

## 历任秘书长
| 任次 | 秘书长                                                                                        | 秘书长         | 就任日期       | 卸任日期           | 国籍     | 备注                                           | 參考   |
| ---- | --------------------------------------------------------------------------------------------- | -------------- | -------------- | ------------------ | -------- | ---------------------------------------------- | ------ |
| －   | 格拉德温·杰布 Hubert Miles Gladwyn Jebb 生卒：1900年4月25日－1996年10月24日（96歲）           |                | 1945年10月24日 | 1946年2月2日       | 英国     | 代理。                                         |        |
| 1    | 特吕格韦·赖伊 Trygve Halvdan Lie 生卒：1896年7月16日－1968年12月30日（72歲）                  |                | 1946年2月2日   | 1952年11月10日     | 挪威     | 辞職。                                         | [ 7 ]  |
| 2    | 达格·哈马舍尔德 Dag Hjalmar Agne Carl Hammarskjöld 生卒：1905年7月29日－1961年9月18日（56歲） |                | 1953年4月10日  | 1961年9月18日      | 瑞典     | 因飞机失事，在北罗得西亚殉职。                 | [ 8 ]  |
| －   | 吳丹 U Thant 生卒：1909年1月22日－1974年11月25日（65歲）                                      |                | 1961年11月3日  | 1962年11月30日     | 缅甸     | 代理。                                         | [ 9 ]  |
| 3    | 吳丹 U Thant 生卒：1909年1月22日－1974年11月25日（65歲）                                      | 1962年11月30日 | 1971年12月31日 | 於任滿兩屆後卸任。 | 缅甸     |                                                | [ 9 ]  |
| 4    | 庫爾特·瓦爾德海姆 Kurt Waldheim 生卒：1918年12月21日－2007年6月14日（88歲）                   |                | 1972年1月1日   | 1981年12月31日     | 奥地利   | 於任滿兩屆後卸任，因中國否決而未能連任第三屆。 | [ 10 ] |
| 5    | 佩雷斯·德奎利亚尔 Javier Pérez de Cuéllar 生卒：1920年1月19日－2020年3月4日（100歲）          |                | 1982年1月1日   | 1991年12月31日     | 秘魯     | 於任滿兩屆後卸任。                             | [ 11 ] |
| 6    | 布特罗斯·布特罗斯-加利 Boutros Boutros-Ghali 生卒：1922年11月14日－2016年2月16日（93歲）      |                | 1992年1月1日   | 1996年12月31日     | 埃及     | 因美国否决而未能连任第二屆。                   | [ 12 ] |
| 7    | 科菲·安南 Kofi Atta Annan 生卒：1938年4月8日－2018年8月18日（80歲）                           |                | 1997年1月1日   | 2006年12月31日     |          | 於任滿兩屆後卸任。                             | [ 13 ] |
| 8    | 潘基文 Ban Ki-moon 出生：1944年6月13日                                                        |                | 2007年1月1日   | 2016年12月31日     | 大韓民國 | 於任滿兩屆後卸任。                             | [ 14 ] |
| 9    | António Guterres 出生：1949年4月30日                                                          |                | 2017年1月1日   |                    | 葡萄牙   |                                                | [ 15 ] |

| 联合国区域集团           | 秘书长人数 |
| ------------------------ | ---------- |
| 西欧和其他国家集团       | 4          |
| 东欧集团                 | 0          |
| 拉丁美洲及加勒比国家集团 | 1          |
| 亚洲集团                 | 2          |
| 非洲集团                 | 2          |

## 在世前任秘书长
截至2025年6月，在世的前任联合国秘书长有1位，分別是（依據年齡排名）：
| 姓名   | 任期                         | 出生日期      | 国籍     |
| ------ | ---------------------------- | ------------- | -------- |
| 潘基文 | 2007年1月1日－2016年12月31日 | 1944年6月13日 | 大韓民國 |

最近去世的1位前任联合国秘书长是哈维尔·佩雷斯·德奎利亚尔（任期：1982年－1991年），于2020年3月4日去世，享嵩壽100岁。